# Mérione de Vinogradov
Meriones vinogradovi
Espèce
Statut de conservation UICN

 LC  : Préoccupation mineure
Le Mérione de Vinogradov (Meriones vinogradovi ou Meriones (Pallasiomys) vinogradovi) est une espèce qui fait partie des rongeurs. C'est une gerbille de la famille des Muridés que l'on rencontre au Moyen-Orient.

## Distribution
Cette espèce se rencontre en Turquie, en Syrie, en Arménie, en Azerbaïdjan et en Iran.

## Publication originale
- Heptner, 1931 : Notizen über die Gerbillinae (Mammalia, Muridae). III. Zoologischer Anzeiger, vol. 94, p. 119-122.